# Florin Cîțu
Florin-Vasile Cîțu (1 de abril de 1972) é um senador romeno eleito em 2016. Em 4 de novembro de 2019, ele se tornou Ministro das Finanças Públicas.
Em 26 de fevereiro de 2020, seguindo a moção de censura contra o gabinete de Ludovic Orban, o Presidente Klaus Iohannis designou Florin como Primeiro-ministro da Romênia.
A 25 de Setembro de 2021, foi eleito presidente da Partido Nacional Liberal (PNL). A sua chegada à frente da festa, à custa de Ludovic Orban, foi entendida como uma "vitória pírrica". A sua credibilidade foi afectada pela campanha violenta contra o seu oponente, marcada por revelações sobre as suas respectivas vidas privadas. É também cada vez mais desafiado pelos seus próprios aliados, nomeadamente pela sua inacção em matéria de justiça e pela sua gestão da crise sanitária da Covid-19. Além disso, as sondagens indicam que mais de 80% da população considera que "o país está a ser dirigido na direcção errada".
Uma moção de censura apresentada pelo Partido Social Democrata (PSD) foi votada a 5 de Outubro de 2021 com o apoio da USR (liberal) e da Aliança para a Unidade dos Romenos (AUR, nacionalista). Foi adoptado com 281 votos a favor. Em 25 de novembro de 2021, deixou o cargo de primeiro-ministro do país.